# Круглая церковь (Преслав)
Кру́глая це́рковь (болг. Кръгла църква), также известная как Золотая церковь (Златна църква) или Церковь Святого Иоанна (църква «Свети Йоан») — частично сохранившийся раннесредневековый православный храм. Он находится в Преславе, бывшей столице Первого Болгарского царства, ныне городе на северо-востоке Болгарии. Церковь датируется началом X века, временем правления царя Симеона I, была обнаружена и впервые исследована археологами в 1927—1928 годах.
Считается одним из выдающихся образцов средневековой болгарской архитектуры; название «Круглая церковь» связано с отличительной формой одной из трёх частей храма — целлы, которая является ротондой и служит местом проведения литургии. Конструкция церкви также включает широкий атриум и прямоугольную входную зону, или притвор.
Церковь сопоставима с образцами храмовой архитектуры позднего римского (раннехристианского) периода, Кавказа и эпохи Карла Великого из-за её характерной планировки, которая значительно отличается от современных ей болгарских или византийских построек. Альтернативное название церкви, Золотая Церковь, связано с её распространённым отождествлением с «новой золотой церковью» в Преславе, упоминаемой одном из переводных текстов.
Богатое внутреннее убранство Круглой церкви, в котором широко используется мозаика, керамические и мраморные детали, отличает её от других церквей в Преславе. В интерьере храма представлены сотни образцов живописи, изображающих корабли, фауну и христианских святых. Сохранившиеся средневековые надписи на стенах варьируются от имён святых, записанных по-гречески, до отдельных букв и коротких текстов с использованием глаголического и кириллического алфавитов.

## Предыстория
Болгария была официально христианизирована Византией в 860-х годах при царе Борисе (852—889). Право обратить Болгарию в христианство было предметом политического спора между Византией и Римом. С обращением в христианство Борис надеялся решить внутриболгарские этнические проблемы и улучшить положение своего государства на международной арене.
Круглая церковь была построена во времена правления сына и преемника Бориса Симеона (893—927), успешные кампании которого способствовали временному превосходству Болгарии над Византией, временами угрожавшей византийской столице. При Симеоне территория Первого болгарского царства стала занимать большую часть Балкан, до Адриатики и Эгейского моря. Кроме того, ему удалось завоевать территорию современной Сербии и Черногории и устранить угрозу, исходившую с севера от венгров. Считаясь величайшим правителем Болгарии, Симеон был покровителем литературы и искусств; его царствование считается «золотым веком» средневековой болгарской культуры, во время которого происходит влияние болгарской книжности на славянскую Европу.
Город Преслав стал столицей Болгарии в начале царствования Симеона, отчасти по причине связи прежней столицы Плиски с дохристианским язычеством. Симеон превратил Преслав в культурный центр, сделав город реальным соперником Константинополя. Некоторые из выдающихся учёных золотого века Болгарии относятся к Преславской книжной школе. Задуманный в основном как царская резиденция и центр культурной жизни, а не как крепость, город отличался впечатляющей архитектурой, включающей большое количество оригинальных дворцов и десятки церквей. На их фоне выделяется Круглая церковь, которая считается «одним из самых впечатляющих памятников средневековой болгарской архитектуры» и «выражением высшего достижения древнеболгарской культуры».

## История исследования и современное состояние
Круглая церковь в народе отождествлется с «новой золотой церковью», упомянутой в колофоне древнеболгарского перевода «Слова против ариан» Афанасия Александрийского. В тексте колофона сказано, что болгарский перевод был сделан по приказу князя Симеона Константином Преславским и переписан Теодором Доксом «в устье Тичи в лето 6415-е, 14 индикта [907 г.], где тот же царь построил святую новую золотую церковь». Неясно, относятся ли слова об «устье Тичи» к узкому участку реки вблизи города или, возможно, к конкретному месту рядом с внешними городскими стенами и в непосредственной близости от руин Круглой церкви. Дополнительная проблема состоит в том, стоит ли определение «золотой» воспринимать буквально; источник умалчивает о том, является ли церковь новой среди золотых церквей города или единственной золотой среди новых церквей в Преславе. Учёный Станчо Ваклинов считает отождествление Круглой Церкви с «новой золотой церковью» из литературы «неоспоримым», искусствовед Никола Мавродинов также считает это допустимым. Но по мнению историка А. П. Власто, такая идентификация «не вполне достоверна».
Если церковь, упомянутая в колофоне, приравнивается к Круглой церкви, её строительство должно было происходить за несколько лет до 907 года. Хотя церковь может быть датирована временем не позднее X века, некоторые учёные, имея в виду её архаичную планировку, предположили, что она могла быть построена непосредственно на месте более древней позднеримской базилики. Возможным ктитором, спонсировавшим по крайней мере часть строительства церкви, был высокопоставленный церковник, хартофилакс по имени Павел, который упоминается в одной из надписей внутри церкви. Основная же часть работы, вероятно, финансировалась царём Симеоном, который, возможно, выступал в качестве главного мецената.
В болгарских академических кругах идут споры о том, была ли церковь построена как монастырская или как соборная. Если здания, соседствующие с церковью, интерпретируются как жилая часть монастыря, скорее всего, они были установлены после строительства Круглой церкви во время правления царя Петра I (927—969). Отсутствие входов в эти здания со стороны церкви и наличие большого атриума делают это предположение маловероятным. Другим аргументом в пользу того, что Круглая церковь является монастырской, является её местоположение, изолированное от других зданий, хотя и доступное для публики за пределами внутреннего города. Исследовательница Бистра Николова считает церковь городским собором и сравнивает её по функции с Великой Базиликой в Плиске. Другой исследователь, Крастю Миятев, рассматривает храм как царскую церковь Симеона, а искусствовед Николай Мавродинов и археолог Тотью Тотев настаивают, что он изначально принадлежал монастырю.
Первые раскопки на территории Круглой церкви были проведены в 1927—1928 гг. археологами из Национального археологического музея в Софии и Болгарским обществом древностей под руководством Иордана Господинова. Вторая экспедиция, возглавляемая Крастю Миятевым, способствовала более углублённому изучению церкви; археологические исследования церкви продолжаются по сей день. В 1927 году Круглая церковь вместе со всем средневековым Преславом была объявлена историческим и археологическим заповедником и взята под охрану государства как национальная древность. В 1970 году храм был включён в список памятников культуры национального значения с публикацией данных об этом в газете «Държавен вестник» за этот год, выпуск 46. В составе архитектурного комплекса Великого Преслава Круглая церковь внесена под № 98 в список 100 туристических объектов Болгарии.
Церковь Св. Петки в Русе, построенная в 1944 году, является реконструкцией преславской Круглой церкви. В конце 1990-х и начале 2000-х годов Круглая церковь подвергалась частичной реставрации. В декабре 2009 года был составлен план масштабной реконструкции церкви. 27 мая 2007 года рядом с Круглой церковью был открыт памятник в честь 1080-летия со дня смерти царя Симеона. Несмотря на то, что храм не является действующим, он регулярно используется для крещения и свадеб.

## Архитектура

### Расположение и стиль
Круглая церковь была построена за пределами внутреннего города Преслава, куда входил царский дворец и дворцовые постройки, такие как Царская базилика. Храм находился в пределах внешнего города, в юго-восточной части Преслава, примерно в 250 метрах от Южных ворот внутреннего города. Он был расположен на высокой террасе. В наши дни Круглая церковь вместе с другими руинами средневекового Преслава находится недалеко от города Великий Преслав, который является административным центром муниципалитета в провинции Шумен, на северо-востоке Болгарии.
Круглая церковь отличается своим централизованным, круглым в основе планом, который уникален для средневековой болгарской архитектуры. Округлость и динамичность её форм контрастируют с ровными прямоугольными планировками храмовых построек того времени. Скорее всего, примером для Круглой церкви послужили многочисленные позднеримские или ранневизантийские сооружения, руины которых также сохранились на территории Болгарии. Планировка в целом, а особенно ротонда, напоминает церкви времён Юстиниана I, такие как Базилика Сан-Витале в Равенне, Церковь Святых Сергия и Вакха в Константинополе (сегодня Стамбул), и Ротонда Галерия в Салониках. При всей необычности плана технология и принципы, использованные при строительстве этой церкви, являются современными для X века и находят соответствие среди других построек в Преславе.
Византийские церкви не являются единственным источником вдохновения создателей Круглой церкви. Некоторые учёные связывают её проектировку с армянским влиянием, возможно, вызванным присутствием в Болгарии мастеров с Кавказа. В целом церкви с такой устаревшей планировкой на Балканах связаны с деятельностью мигрировавших сюда каппадокийских, армянских или грузинских монахов. Ещё один возможный образец Круглой церкви в Преславе вполне может быть найден в каролингской архитектуре времён Карла Великого, и особенно в Палатинской капелле в Аахене ан западе Германии, с которой она имеет некоторые черты сходства. Во время строительства Круглой церкви Болгария находилась в непосредственном контакте с Франкской империей. Одна из черт архитектуры Круглой церкви, которая, по мнению исследователей, является хорошо узнаваемой каролингской особенностью, — это наличие монументального вестверка.

### Описание
Круглая церковь состоит из трёх основных частей: широкий атриум (или внутренний двор), притвор и целла (также наос или, по своей форме, ротонда), каждая из которых служит в качестве преддверия к следующей. Эти секции не обязательно были построены одновременно, и принято считать, что через некоторое время после завершения церкви была проведена её реконструкция. Мавродинов и археолог Карел Шкорпил полагают, что притвор и целла были воздвигнуты в первый период строительства, а атриум был добавлен очень скоро после этого тем же архитектором.
Церковь имеет общую длину 38,5 м (126 футов), включая атриум. Она была построена в основном из прямоугольных блоков известняка, соединённых раствором. Внутри апсиды использован раствор красного цвета. Пол был покрыт мраморными и каменными плитами, наложенными поверх красного раствора в притворе и белого раствора в остальных частях. Красный и жёлтый кирпич и куски кирпича использовались при возведении атриума, арок и, возможно, купола; куски кирпича использовались для заполнения промежутков между камнями в стенах.

#### Атриум
Самая внешняя часть Круглой церкви — её атриум, фланкированное открытое пространство, ведущее в притвор. Вход в него осуществляется с помощью через трое ворот (по одному входу в каждой стене), из которых проём в главной западной стене является самым сложным по исполнению и наиболее грандиозным по внешнему виду. Атриум по форме близок к квадрату и имеет размеры 12,20 м × 14,30 м (40,0 фут × 46,9 фута). В центре двора был построен колодец, соединённый с водопроводной системой.
Стены атриума украшены множеством сводов, соединённых столбами. Всего насчитывается четырнадцать сводов: по четыре на каждой из трёх стен атриума и по одной в местах, где западная стена соединяется с боковыми. Атриум включает такое же количество круглых колонн из известняка, каждая из которых стоит напротив одного из столбов на расстоянии 0,60 м (2,0 фута).

#### Притвор
Прямоугольный притвор представляет собой среднюю часть здания, между атриумом и целлой. Он расположен к востоку от атриума и соединён с ним широкими воротами, украшенными несколькими высокими круглыми башнями. По глубине Мавродинов сравнивает притвор Круглой церкви с подобными элементами церквей на Афоне.
Вместе с северной и южной стеной вход в притвор эффектно отделяет две меньшие, одинаковые по планировке, части атриума, имеющие собственный вход. В северной части есть небольшой некрополь, в то время как южная часть была, вероятно, баптистерием, поскольку в ней расположено сооружение, напоминающее купель. Однако Николова считает форму этого сооружения слишком необычной, а его глубину неподходящей для проведения крещения, и полагает, что это был сосуд для раздачи святой воды.
Притвор имеет размеры 5 м × 9,50 м и является частью Круглой церкви, которая наиболее хорошо сохранилась до нашего времени, так как некоторые его стены достигают 3 метров в высоту. Две башни, расположенные здесь, имеют диаметр 3,20 м (10,5 фута); каждая из них имеет вход, ведущий в притвор, и три окна. Подъём на башни производился по спиральным лестницам, остатки которых были обнаружены на северной башне. Внутри притвора есть две пары колонн, поддерживающие его второй этаж, подняться на который можно было по северной башне. Колонны делят притвор на три нефа и отмечают путь от входа в него к воротам ротонды.

#### Ротонда
Круглая ротонда — самая восточная и самая важная часть церкви, так как именно там совершалась литургия. Диаметр ротонды составляет 10,50 м (34,4 фута). Вход в неё осуществляется через трое ворот из притвора. Ротонда была полностью покрыта куполом. Двенадцать сводов, полукруглые изнутри и пятиугольные с внешней стороны, были построены к северу и к югу от восточной части ротонды — апсиды, которая сама вписана в один из сводов. Большие контрфорсы усиливают конструкцию как изнутри, так и снаружи. Круг из десяти или двенадцати белых мраморных колонн был вписан внутрь ротонды на расстоянии 0,55 м от внутренних контрфорсов. Капители колонн использованы такие же, как в царском дворце в Преславе. В погребальной камере одного из склепов рядом с апсидой располагался деревянный, обитый медью гроб.
Полукруглая апсида естественно гармонирует со сводами ротонды, несмотря на то, что имеет больший размер, и похожа на своды северной и южной стены. Мраморный амвон был расположен в центре колоннады и всей ротонды, непосредственно под центром купола, о чём позволяют судить следы строительного раствора. Восточная и западная лестницы, выровненные с апсидой, вели в амвон. Вероятно, епископский трон или кафедра находились рядом с одним из южных сводов, что, расширенных, вероятно, для этой цели.

## Убранство
Интерьер храма был щедро украшен мозаиками византийского стиля, карнизами и керамикой. За исключением капителей коринфского и дорического ордера, которые имеют римское или византийское происхождение, остальная часть декора была создана специально для этой церкви в ходе её строительства. Власто находит протоболгарский колорит в украшении внутреннего атриума церкви, а также связи с искусством Персии или Средней Азии. По его мнению, что декор Круглой церкви не имеет аналогов в византийском искусстве своего времени. Противоположное мнение высказывает Миятев, который указывает на значительное сходство между украшением Круглой церкви и церковью Божией Матери (ныне часть монастыря Липса) 908 года в Константинополе. Мавродинов же утверждает, что архитектор Круглой церкви был непосредственно вдохновлён античными примерами, ссылаясь, в частности, на богатое скульптурное оформление храма.
Керамика Круглой церкви не имела аналогов в Преславе и была единственным зданием в городе, в убранстве которого использовалась полихромная керамическая плитка. Керамические и мозаичные иконы были наиболее яркой деталью интерьера храма; их размер варьировался от изображений святых почти в полный рост до миниатюрных. В то время как керамические изображения были нанесены на глиняную плитку, мозаичные иконы были более разнообразными по своему материалу, среди которых были глина, стекло и камень различных оттенков, и имели позолоченный фон. Среди изображаемых святых и библейских персонажей были Харалампий и, возможно, пророк Иоиль. Некоторые изображения были вписаны в эллипс.
Карнизы Круглой церкви были выполнены из мрамора и известняка. Их украшало большое количество плетенных узоров и декоративных элементов, таких как пальметты, виноградные гроздья, листья и фаски. Помимо классических орнаментальных форм, в украшении карнизов использовались и некоторые совершенно новые или ранее известные, но переработанные мотивы, среди которых преобладают цветочные. Плитки, найденные внутри руин церкви, покрыты коричневой, жёлтой, зелёной, синей или сине-зелёной глазурью и изображают птиц и других животных, а также геометрические и цветочные мотивы. Стены церкви были покрыты полированной мраморной облицовкой с инкрустацией.

## Эпиграфика
В Круглой церкви найдено много средневековых надписей, как официальных, так и частного характера. Исследователи насчитывают в общей сложности 193 надписи и 30 рисунков, подавляющее большинство которых содержит христианскую символику. Эпиграфика Круглой церкви датируется X веком; встречаются надписи на двух языках — византийском греческом и древнеболгарском (его восточном диалекте), с использованием трёх алфавитов: греческого, глаголицы и кириллицы. Глаголические надписи Круглой церкви свидетельствуют о том, что использование этого алфавита в Преславе продолжалось наряду с кириллицей.
Возможно, самым известным и ценным текстом из Круглой церкви является кириллическая надпись на южной стене в баптистерии. Надпись (ст.-слав. цьркысꙙтаагоиоанадѣлаѥ[на]/пауломьхартофулаѯомь) была неуклюже написана поверх сырой штукатурки и переводится следующим образом: «Церковь Святого Иоанна, построенная хартофилаксом Павлом». Несмотря на то, что надпись датирована X веком и в ней называется святой, которому посвящена церковь, и возможный ктитор, её нельзя считать обычной вкладной записью из-за её неестественного расположения и неуклюжего письма. Николова считает более вероятным, что автор надписи был грамотным человеком, который служил при хартофилаксе Павле и хотел распространить славу о нём. Исследовательница считает, что текст может иметь отношение только к строительству притвора, построенного, по её мнению, позже ротонды, а не всей церкви.
Другие образцы эпиграфики из Круглой церкви включают несколько коротких глаголических и кириллических текстов и отдельных букв. Среди глаголических надписей наиболее известен Преславский абецедариум, включающий первые тринадцать букв алфавита, некоторые из кириллических текстов написаны на керамических плитках. Имена и описания на иконах сделаны по-гречески, но есть также и двуязычные надписи на греческом и болгарском языках. Отдельные буквы, нацарапанные на стенах, являются свидетельствами раннего этапа бытования кириллицы, на котором греческие и упрощённые глаголические буквы были объединены в единый алфавит. На стенах церкви находятся граффито в виде христианских крестов, животных и кораблей. Найдена одна эпитафия, на надгробной плите женщины — «рабы Божьей Тудоры».

### На английском языке
- Crampton, R .J. A Concise History of Bulgaria. — Cambridge: Cambridge University Press, 2005. — С. 16—17. — ISBN 978-0-521-61637-9.
- Curta, Florin. Southeastern Europe in the Middle Ages, 500–1250 (англ.). — Cambridge: Cambridge University Press, 2006. — P. 220—221. — ISBN 978-0-521-81539-0.
- Alexander Kazhdan. Bulgarian art and architecture // Oxford Dictionary of Byzantium (англ.). — Oxford: Oxford University Press, 1991. — P. 334—335. — ISBN 978-0-19-504652-6.
- Mango, Maria Mundell. Byzantine Trade, 4th–12th Centuries: The Archaeology of Local, Regional and International Exchange: Papers of the Thirty-eighth Spring Symposium of Byzantine Studies, St John's College, University of Oxford, March 2004 (англ.). — Farnham: Ashgate Publishing, 2009. — P. 113—114. — ISBN 978-0-7546-6310-2.
- Schwartz, Ellen C. Reconsidering the Round Church of Symeon. — Sofia, Bulgaria: Palaeobulgarica XXV, 2002. — С. 2—15.
- Stavreva, Kirilka; Quek, Lynette. Cultures of the World: Bulgaria. — New York: Marshall Cavendish, 2007. — ISBN 978-0-7614-2078-1.
- Stephenson, Paul. Bulgaria and beyond: the Northern Balkans (c. 900–963) // Byzantium's Balkan Frontier: A Political Study of the Northern Balkans, 900–1204 (англ.). — Cambridge: Cambridge University Press, 2000. — ISBN 0-521-77017-3.
- Vlasto A. P. The Entry of the Slavs into Christendom: An Introduction to the Medieval History of the Slavs (англ.). — Cambridge University Press, 1970. — 435 p. — ISBN 978-0-521-07459-9.

### На болгарском языке
- Delev, Petar; Valeri Katsunov; Plamen Mitev; Evgenia Kalinova; Iskra Baeva; Boyan Dobrev. 10. Zlatniyat vek na balgarskata kultura // Istoria i tsivilizatsia za 11. klas. — Sofia: Knigoizdatelska kashta "Trud"; Sirma AI, 2006. — ISBN 954-9926-72-9.
- Koeva, Margarita. Arhitektura na Parvoto balgarsko tsarstvo // Vavedenie v arhitekturnata teoria i istoria. Uchebnik za studenti po izkustvoznanie. — Varna: LiterNet, 2003. — ISBN 954-304-027-3.
- Kraglata tsarkva // Balgarska entsiklopedia A–Ya. — Sofia: Balgarska akademia na naukite; Knigoizdatelska kashta "Trud"; Sirma AI, 2002. — ISBN 954-8104-08-3.
- Mavrodinov, Nikola. Starobalgarskoto izkustvo: izkustvoto na Parvoto balgarsko tsarstvo (словенск.). — Sofia: Izdatelstvo "Nauka i izkustvo", 1959. — С. 150—164.
- Miyatev, Krastyu. Arhitekturata v srednovekovna Balgaria. — Sofia: Izdatelstvo na Balgarskata akademia na naukite, 1965. — С. 95—100.
- Nachev, Ventseslav. Balgarski nadpisi. — Sofia: Izdatelska kashta "Hristo Botev", 1994. — С. 17—19. — ISBN 978-954-445-128-8.
- Nikolova, Bistra. Pravoslavnite tsarkvi prez Balgarskoto srednovekovie IX–XIV v (словенск.). — Sofia: Akademichno izdatelstvo "Marin Drinov", 2002. — С. 88—92. — ISBN 954-430-762-1.
- Rashev, Rasho. Korabat kato simvol v Preslav prez X vek // Preslavska knizhovna shkola. — Sofia: Shumenski universitet; Universitetsko izdatelstvo "Sv. Kliment Ohridski", 1995. — Т. 1. — С. 338—343. — ISBN 978-954-07-0403-6. Архивировано 22 октября 2010 года.
- Totev, Totyu. Veliki Preslav: Patevoditel (неопр.). — Varna: Hronos, 1993. — С. 58—63. — ISBN 954-592-001-7.
- Vaklinov, Stancho. IV. Izgrazhdane na edinna starobalgarska kultura (vtorata polovina na IX — nachaloto na XI v. // Formirane na starobalgarskata kultura VI–XI vek. — Sofia: Balgarsko istorichesko druzhestvo; Izdatelstvo "Nauka i izkustvo", 1977.